# Кірісілм (Німета-сілм)
Кі́рісілм, або Ні́мета-сілм, або Ма́авее А́бая, (ест. Kirisilm, Nimeta silm, Maavee Abaja, Kiresilm) — природне озеро в Естонії, у волості Ляене-Сааре повіту Сааремаа.

## Розташування
Кірісілм належить до Західно-острівного суббасейну Західноестонського басейну.
Озеро лежить на півострові Кууснимме, на північний захід від села Кууснимме.
Акваторія водойми входить до складу національного парку  Вільсанді.

## Опис
Загальна площа озера становить 1,9 га. Довжина — 200 м, ширина — 150 м. Найбільша глибина — 0,7 м. Довжина берегової лінії — 600 м.